# Systellochernes
Systellochernes är ett släkte av spindeldjur. Systellochernes ingår i familjen blindklokrypare.
Kladogram enligt Catalogue of Life:
| Systellochernes | \| \| Systellochernes alacki \| \| \| \| \| \| Systellochernes zonatus \| \| \| \| |
|                 | \| \| Systellochernes alacki \| \| \| \| \| \| Systellochernes zonatus \| \| \| \| |
|                 | Systellochernes alacki                                                             |
|                 |                                                                                    |
|                 | Systellochernes zonatus                                                            |
|                 |                                                                                    |